# ジョン・メイオール
ジョン・メイオール（英語: John Brumwell Mayall、OBE、1933年11月29日 - 2024年7月22日）は、イギリスのミュージシャン。1950年代から音楽活動を開始。ジョン・メイオール&ザ・ブルースブレイカーズ（John Mayall & The Bluesbreakers）を率いて、1960年代のイギリスのブルース・ロック・ブームを牽引した。21世紀に入ってからも、音楽活動を続けた。

## 略歴
チェシャー州出身。ギタリストの父の影響で子供の頃からブルースに親しみ、楽器を覚える。本格的にバンド活動を始めたのは1956年から。後にロンドンへ移り、イギリスのブルース・ギタリストの先駆者的存在であるアレクシス・コーナーの影響を受け、1962年にブルースブレイカーズを結成する。
1965年にヤードバーズを脱退したエリック・クラプトンがブルースブレイカーズに加入。折しもブルースロックの流行が到来する時期で、クラプトンとともにメイオールも名を上げた。クラプトンの脱退後もピーター・グリーン、ミック・テイラー、ハーヴィー・マンデル（のちキャンド・ヒートなど）らのギタリストを輩出、ジョン・メイオール学校とも呼ばれる由縁となった。
ブルースブレイカーズからはギタリストだけでなく、ジャック・ブルース、アンディ・フレイザー（のちフリーなど）、ジョン・マクヴィー（のちフリートウッド・マック）、ラリー・テイラー（のちキャンド・ヒート）といったベーシストや、キーフ・ハートリー、エインズレー・ダンバー（のちザ・マザーズ・オブ・インヴェンション、ジャーニー、ホワイトスネイクなど）、ミック・フリートウッド（のちフリートウッド・マック）、ジョン・ハイズマン（のちコロシアムなど）、コリン・アレン（のちストーン・ザ・クロウズ、フォーカス）といったドラマーも多く輩出された。

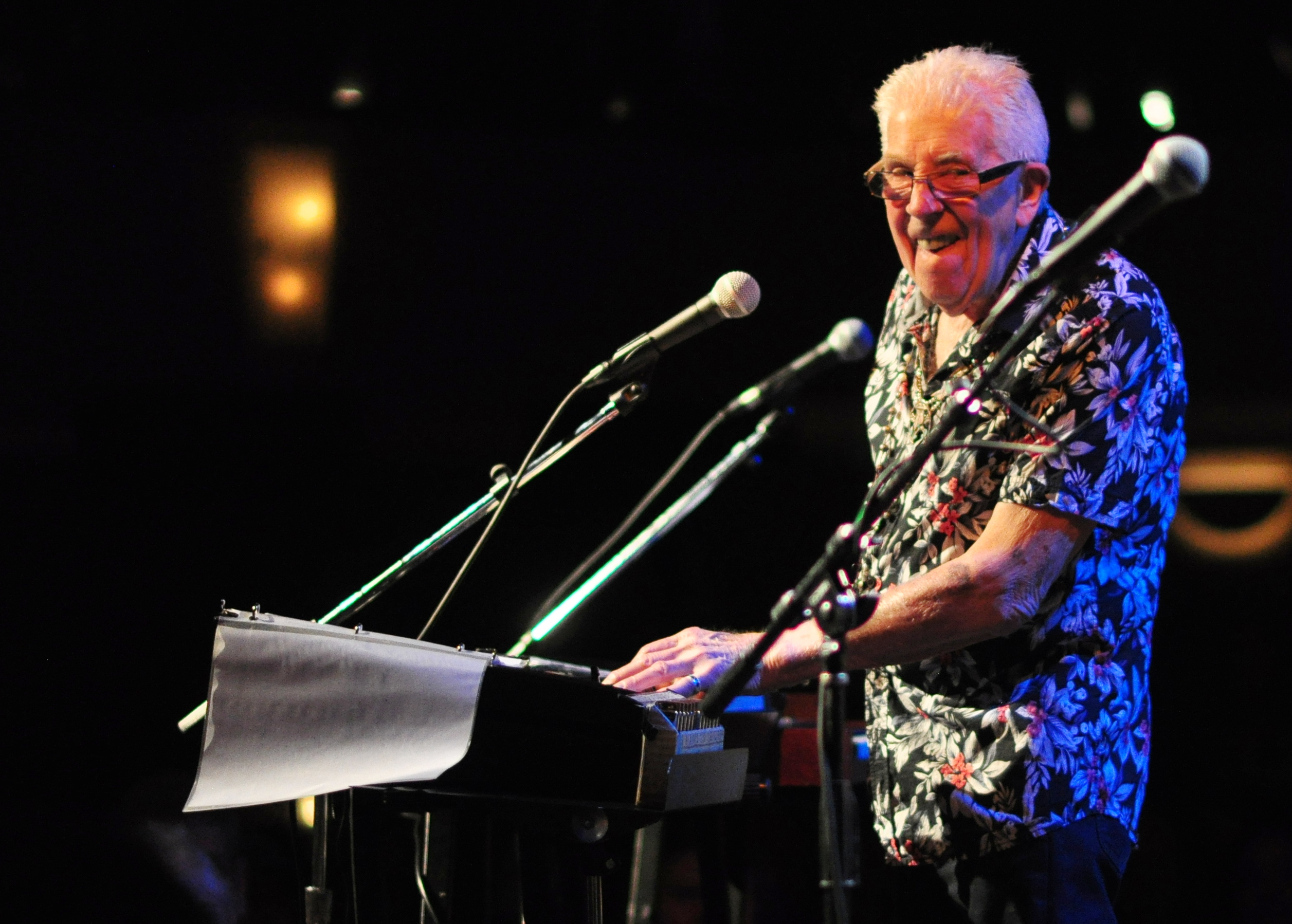
80歳半ばでも現役で活動したメイオール（2019年）

2005年に大英帝国勲章（OBE）を受章した。
2000年代に入ってもコンスタントに新作を発表しており、2007年リリースしたアルバム『In The Palace of the King』が現時点（2008年8月）での最新作となっている。また2008年も精力的にライブ活動を行っていた。
息子のギャズ・メイオールは、イギリスを代表するスカ・レゲエ・バンドであるザ・トロージャンズ（The Trojans）のリーダーとして知られる。ギャズは日本通で日本語の理解力は高く、日常会話程度であれば難なく話せる。
2024年7月22日、カリフォルニア州の自宅で死去。90歳。翌23日（日本時間24日）にフェイスブックなどの公式SNSから発表された。

## ディスコグラフィ

### スタジオ・アルバム
- 『ジョン・メイオール&ザ・ブルースブレイカーズ・ウィズ・エリック・クラプトン』 - Blues Breakers with Eric Clapton (1966年)
- 『ジョン・メイオールとピーター・グリーン/ブルースの世界』 - A Hard Road (1967年) ※旧邦題『ハード・ロード』
- 『革命』 - Crusade (1967年) ※旧邦題『クルセード』
- 『ブルース・アローン』 - The Blues Alone (1967年)
- 『ベア・ワイヤーズ』 - Bare Wires (1968年)
- 『ローレル・キャニオンのブルース』 - Blues from Laurel Canyon (1968年)
- The Turning Point (1969年)
- Empty Rooms (1970年)
- 『U・S・A・ユニオン』 - USA Union (1970年)
- 『バック・トゥ・ザ・ルーツ』 - Back to the Roots (1971年) ※旧邦題『根源に還れ』
- Memories (1971年)
- Jazz Blues Fusion (1972年)
- 『テン・イヤーズ・アー・ゴーン』 - Ten Years Are Gone (1973年)
- 『ザ・レイテスト・エディション』 - The Latest Edition (1974年)
- New Year, New Band, New Company (1975年)
- 『出会い』 - Notice to Appear (1975年)
- A Banquet in Blues (1976年)
- A Hard Core Package (1977年)
- Bottom Line (1979年)
- No More Interviews (1980年)
- Road Show Blues (1981年)
- Return of the Bluesbreakers (1985年)
- Chicago Line (1988年)
- 『センス・オブ・プレイス』 - A Sense of Place (1990年)
- Cross Country Blues (1992年)
- 『ウェイク・アップ・コール』 - Wake Up Call (1993年)
- 『スピニング・コイン』 - Spinning Coin (1995年)
- 『ブルース・フォー・ザ・ロスト・デイズ』 - Blues for the Lost Days (1997年)
- Padlock on the Blues (1999年)
- 『アロング・フォー・ザ・ライド』 - Along for the Ride (2001年)
- Stories (2002年)
- Road Dogs (2005年)
- In the Palace of the King (2007年)
- Tough (2009年)
- 『ア・スペシャル・ライフ』 - A Special Life (2014年)
- 『ファインド・ア・ウェイ・トゥ・ケア』 - Find a Way to Care (2015年)
- 『トーク・アバウト・ザット』 - Talk About That (2017年)
- 『ノーバディ・トールド・ミー』 - Nobody Told Me (2019年)

### ライブ・アルバム
- 『ジョン・メイオール・プレイズ・ジョン・メイオール』 - John Mayall Plays John Mayall (1965年)
- 『ブルース・バンドの日記 VOL.1』 - The Diary of a Band, Vol. 1 (1968年)
- 『ブルース・バンドの日記 VOL.2』 - The Diary of a Band, Vol. 2 (1968年)
- 『前進』 - The Turning Point (1969年)
- Live in Europe (1971年)
- Jazz Blues Fusion (1972年)
- 『ムーヴィング・オン』 - Moving On (1972年)
- Lots of People (1977年)
- 『プライマル・ソロズ』 - Primal Solos (1977年)
- The Last of the British Blues (1978年)
- Rock the Blues Tonight (1999年)
- Live at the Marquee 1969 (1999年)
- Time Capsule (2000年)
- UK Tour 2K (2001年)
- Boogie Woogie Man (2001年)
- Rolling with the Blues (2002年)
- Live: 1969 (2004年)
- Live from Austin, TX (2007年)
- Howlin' at the Moon (2011年)
- Live in London (2011年)
- Smokin' Blues (2012年)
- Historic Live Shows, Vol. 1 (2012年)
- Historic Live Shows, Vol. 2 (2012年)
- Historic Live Shows, Vol. 3 (2012年)
- Blues Alive NYC 1976 (2015年)
- 『スリー・フォー・ザ・ロード』 - Three for the Road (2018年)